# 隋击降党项之战
隋击降党项之战，隋文帝开皇十五年（595年）、开皇十六年（596年），隋朝两次击败党项、迫其归顺的作战。
党项是中国古代众多的羌族部落支系中的一支，故又称党项羌。595年，党项侵扰隋朝西北边境。隋朝叠州（治合川县，今甘肃省迭部县）总管慕容三藏率兵将其击退。596年，党项又侵扰会州（治广阳县，今四川省汶川县西北），隋征发陇西兵征讨，大破其众。党项派遣使者入朝谢罪请降。